# エメラルディア
『エメラルディア』（EMERALDIA）は、1993年7月にナムコが発売した業務用ビデオゲーム。同じ色のキューブをぶつけてヒビを加えて、再度ぶつけて壊していく落ち物パズルゲームである。
使用基板は『F/A』『コズモギャング・ザ・パズル』などでも使用されたNA-1で、企画は見城こうじ。

## ゲームシステム
3個のキューブで構成されたL字型のブロックを移動・回転させ、フィールドに積んでいく。フィールドにあるキューブには同色のキューブを上からぶつけることでダメージを与えることができ、1ダメージでヒビが入り、2ダメージで砕けて消滅する。消滅したブロックの上に別のブロックがあった場合、それらは落下する。
ダメージは縦・横・斜めに隣接する同色のキューブすべてに伝わるようになっており、それを利用することで一度に多数のキューブを破壊することも可能。破壊により落ちてきたキューブが再び同色にぶつかることで、いわゆる「連鎖」を起こすこともできる。
画面上部の赤いラインを超えてブロックが積まれると、L字型のブロックの赤いラインを超えた部分は分解され、左右どちらかに転がる。転がる際、一度だけ転がる方向を変えることができる（この操作が生死を分ける場合がある）。
ブロックでフィールドの全てのグリッドが埋め尽くされ、次のブロックが落ちるスペースがなくなったらゲームオーバーである。ただし、フィールドが全て埋まっていても次のブロックによってフィールドのブロックを消しスペースを確保できればゲームは続行する。

### ゲームモード
アドベンチャー
ステージクリア型のモード。あらかじめ積まれたキューブを破壊し、フィールド上の海の仲間たちを全員一番下まで落とせばステージクリア。7つの「OCEAN」にそれぞれ5つのステージ（但しAC版の南太平洋は3ステージ、最終ステージは7ステージ）が用意された全40ステージ構成（携帯版は42ステージ）で、OCEANのクリア時やコンティニュー時には「レバー上＋ボタン」で使用できるアイテムが手に入る。アイテムは次のOCEANでしか使用できない。
ノーマル
フィールドに何もない状態からスタートし、ひたすらキューブを消しつつ無制限に遊べるモード。AC版の初級は落下レベル20で終了する。キューブを落とすごとにゲージ（NEXT表示部の枠で表される）が溜まり、いっぱいになるとフィールド上の1色（置いた部分の真下の色）のキューブを全部消すアイテムのスターが出現する。
対戦
プレイヤー2人で対戦するモード。キューブを多数破壊することで、相手側のフィールドに下からせり上がらせる形でキューブを送り込んで妨害することができ、送り込んだキューブには顔が描かれた「おじゃまキューブ」が混ざることもある。おじゃまキューブは、他のキューブを消しておじゃまキューブ同士をぶつけることで消せる。このモードでも、一定数キューブを落とすごとにスターが出現する。

### アドベンチャーモードのアイテム
「ミントのせいなるこころ」以外のアイテムは、各OCEANで救出した仲間に由来している。
ミントのせいなるこころ
コンティニュー時、ルーレットで当たると取得。フィールド上のキューブを全て消す。
たいのかがやくうろこ
南太平洋クリア時にもらえる。下2段を残して全てキューブを消滅させる。
まんぼうのうたたね
南大西洋クリア時にもらえる。キューブ配置が初期状態に戻った上で、全てひびが入った簡単な形で面をリトライできる。
たこのげきりん
北極海クリア時にもらえる。フィールド上の全てのキューブ（黒いブロック除く）に1ダメージ与える。
かにのたくらみ
インド洋クリア時にもらえる。ステージを2つワープしてスキップする（例：stage1で使用した場合stage3より再開）。
うみがめのなみだ
北大西洋クリア時にもらえる。フィールド上の1色のキューブを全部消す。要はノーマル及び対戦モードのスターと同じだが、こちらは任意で使える。
ペンギンのまごころ
南極海クリア時にもらえる。しばらく落下キューブ全てにひびが入る。
あんこうのはつこい
北太平洋クリア時にもらえる。しばらく落下キューブが一つだけになる。

## 移植版
携帯アプリ版
2006年に携帯アプリ（i-mode、EZweb、Yahoo!ケータイ）で配信。開発はウインドリーム。

Wii版
2009年3月26日にWiiのバーチャルコンソールの1作品として配信。バーチャルコンソールアーケードの第1弾タイトルである。

PlayStation 4 / Nintendo Switch版
2024年4月18日に『アーケードアーカイブス』の1作品としてPlayStation 4版とNintendo Switch版が配信。日本版と共に海外版も収録。「こだわり設定」にてカンスト上限を変更できる(1000万の位まで集計される)。